# Złudzenie Ebbinghausa

Pomarańczowe koła są tej samej wielkości, jednakże to otoczone przez większe koła (po lewej) wydaje się mniejsze.

Złudzenie Ebbinghausa (zwane też kołami lub okręgami Titchenera) – złudzenie optyczne, polegające na błędnej percepcji wielkości kształtów. W najbardziej znanej wersji tego złudzenia dwa koła tej samej wielkości znajdują się obok siebie, przy czym jedno z nich otoczone jest większymi od siebie kołami, a drugie mniejszymi. Złudzenie występuje jedynie w przypadku, gdy figura otoczona jest tymi samymi lub bardzo podobnymi figurami. Na przykład, jeżeli koło będzie otoczone przez trójkąty lub prostokąty, to nie wystąpi złudzenie percepcji wielkości figury w środku.

## Pochodzenie nazwy
Złudzenie wzięło swoją nazwę od nazwiska autora, Hermanna Ebbinghausa (1850–1909), niemieckiego psychologa znanego z pierwszych badań eksperymentalnych nad pamięcią werbalną u ludzi. Inna nazwa złudzenia – koła Titchnera – zawdzięcza swoje pochodzenie Edwardowi Titchenerowi, brytyjskiemu psychologowi, który w 1901 opisał je w swoim podręczniku do psychologii eksperymentalnej.

## Wykorzystanie w nauce
- Złudzenie było wykorzystywane przy badaniach nad psychologicznym efektem kontrastu. To właśnie autorzy tego eksperymentu zauważyli, że złudzenie występuje tylko w przypadku tych samych lub podobnych figur[3].
- Neurolodzy używali złudzenia do badania aktywności kory wzrokowej. Wyniki sugerują, że podatność osoby badanej na złudzenie Ebbinghausa oraz złudzenie Ponza jest negatywnie skorelowana z powierzchnią jej kory wzrokowej[4].